# سوق ثالث
السوق الثالث يشير السوق الثالث في التمويل إلى تداول الأوراق المالية المدرجة في البورصة في تداول خارج البورصة (OTC).

## نبذة
تسمح هذه التداولات للمستثمرين المؤسسيين بتداول الأوراق المالية مباشرة، وليس من خلال البورصة، مما يوفر السيولة وإخفاء الهوية للمشترين.
كانت تجارة السوق الثالثة رائدة في الستينيات من قبل شركات مثل جيفريز جروب على الرغم من وجود عدد من شركات الوساطة التي تركز على تداول السوق الثالث ، وفي الآونة الأخيرة أطلق عليها البركة المظلمة.